# برزو درگاهی
برزو درگاهی (انگلیسی: Borzou Daragahi؛ زادهٔ ۱۹۶۹) یک روزنامه‌نگار آمریکایی ایرانی‌تبار است. او در حال حاضر مشغول خبرنگاری برای بازفید است و سابقهٔ حضور در لس آنجلس تایمز
را نیز در کارنامه دارد. درگاهی سه مرتبه نامزد دریافت جایزه پولیتزر شده‌است.